# Jacopo Chimenti

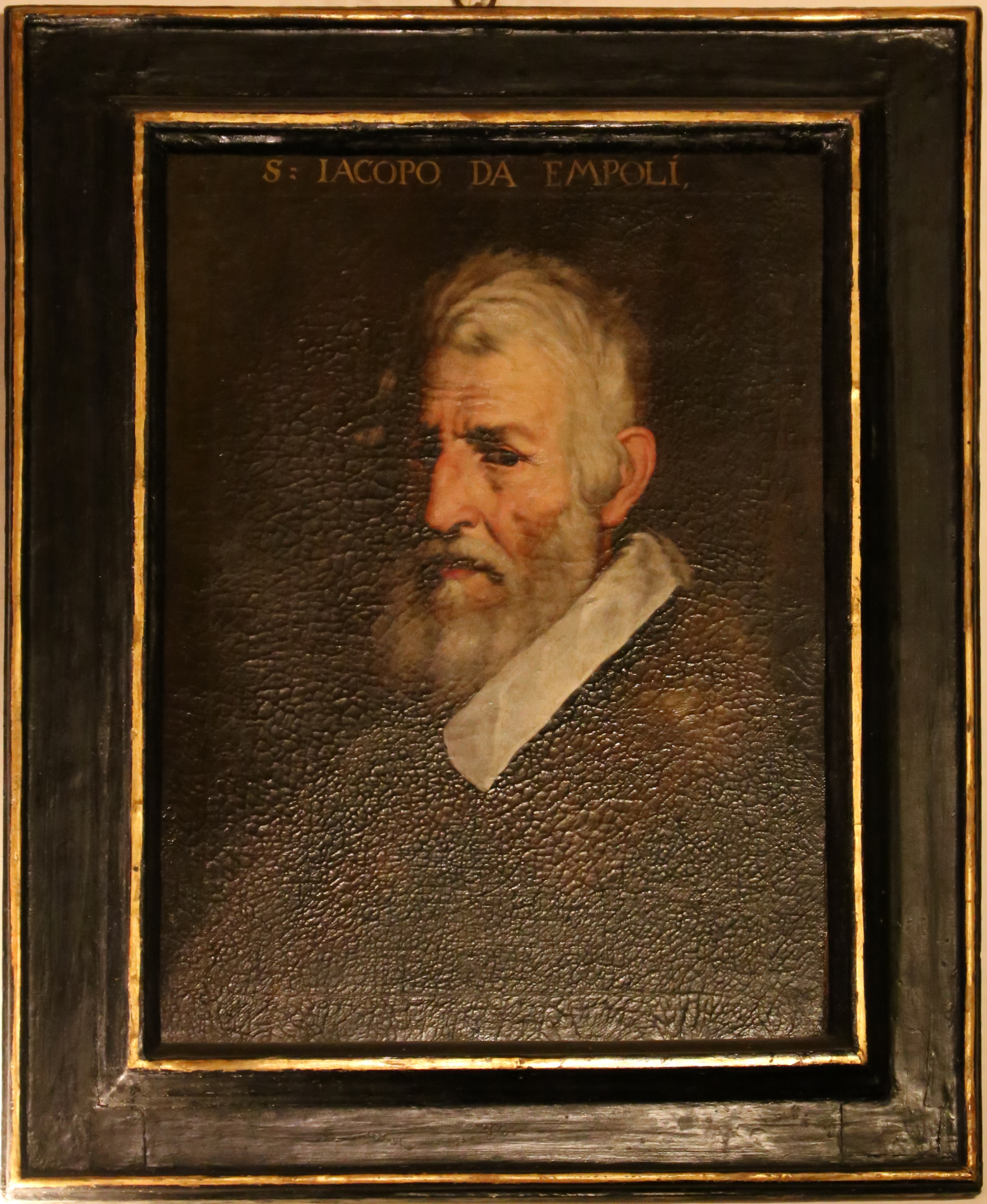
Jacopo da Empoli

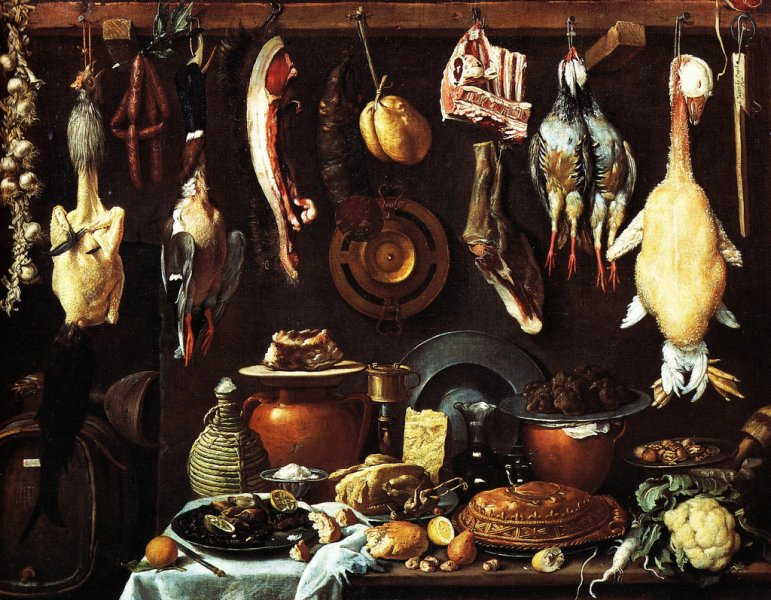
Dispensa con trancio di cinghiale, pasticcio ed anatra, Uffizi, Firenze, 1624

Jacopo da Empoli, noto anche come Jacopo Chimenti, dal nome del padre, o L'Empoli (Firenze, 30 aprile 1551 – Firenze, 30 settembre 1640), è stato un pittore italiano.

## Biografia
Suo padre si chiamava Chimenti di Girolamo di Michele e sua madre era Alessandra Tatti, figlia di Jacopo Sansovino.
Nato "nel popolo di S. Lorenzo", da Empoli poco se ne allontanò, se, almeno dal 1600 al 1618, abitò in via dei Servi ' quasi all'altezza della chiesa di S. Michele Visdomini, e se nel 1620 si era trasferito in "populo S.ti Marci" dove era ancora nel 1632 , e dove morì nel 1640.
Si formò alla bottega di Maso da San Friano a Firenze, la sua pittura si ispira soprattutto ai primi maestri del Cinquecento, volgendo lo sguardo alla pittura di Santi di Tito, quindi ad un'arte popolare e devota, sia classicheggiante sia attenta alle verità naturali. Apparve, talvolta, una traccia dell'ambiente caravaggesco, manifestata dalle ricerche luministiche.
A detta del suo biografo Baldinucci, che aveva notizie di prima mano, per sua natura l'Empoli era pigro, evitava, se poteva, cioè se si ritrovava soldi in tasca, di lavorare, "ed in quel cambio se ne stava perdendo il tempo a sedere fuori d'una o d'un'altra bottega di que' velettai vicini alla sua stanza" . Aveva l'abitudine di farsi dare forti anticipi sulle opere commessegli, e il fatto che li ottenesse è prova di quanto fosse stimato come pittore. 
Tuttavia " non rese mai opera finita, che non avesse speso gran pezzo avanti tutto quello ch'ella valeva" . E non bastavano i denari; poiché era estremamente goloso amava di esser regalato di cose mangiative e delle migliori, ed a questo fine tanto armeggiava e tanto diceva, che chi gli faceva fare l'opere, oltre al dargli danari avanti, bisognava che lo contentasse s'e' le voleva veder finite. 
Ben lo sperimentò Michelangelo Buonarroti il giovane, quando si trovò a trattare con il nostro pittore, avendogli commesso per la sua celebre galleria la tela con Michelangelo che presenta a Leone X e al cardinal Giulio de' Medici i progetti per la facciata di S. Lorenzo, la Biblioteca Laurenziana e la Cappella Medicea. Nei conti del Buonarroti troviamo fin dal 1617 il primo anticipo di venti fiorini, "e sono per la pittura e storia dove va dipinto Michelagnolo con Papa Leon Decimo per la mia galleria e sono a buon conte". La tela non sarà consegnata che il 5 settembre del 1619, ma nel frattempo il 9 di aprile il Buonarroti pagava "lire sei, soldi, denari VIII, che lire cinque sono per un presente di pesce fatto a signor Jacopo da Empoli..... ;"E addi 19 detto lire quattro, soldi dieci, sono per due fiaschi di greco mandati a Jacopo da Empoli a presentargliene". E ancora il 30 agosto di quell'anno addi detto lire una, soldi XVI, denari VIII, tanti sono per la valuta di un paio di piccion grossi donati a Jacopo da Empoli in sollicitando della pittura che mi fa per la mia stanza della galleria".
Un dipinto di Jacopo da Empoli si trova nel Santuario della Madonna dei Tre Fiumi nel Mugello, vicino a Ronta. Tenne il suo laboratorio a Firenze presso il Palazzo Pasqui in via dei Servi, come oggi ricorda una targa.
Fu sepolto nella chiesa di San Lorenzo a Firenze.

## Opere
- Trinità tra i santi Giovanni Evangelista e Michele arcangelo, olio su tavola, Firenze, chiesa di San Giovanni Battista della Calza (in deposito alle Gallerie Fiorentine), 1579
- Resurrezione (copia dal Pontormo), olio su tela, cm 110×85, Galluzzo, Certosa, 1582
- Cena in Emmaus (copia dal Pontormo), olio su tela, cm 90×43, Galluzzo, Certosa, 1582
- Annunciazione, san Michele arcangelo tra san Francesco e donatore con fanciulla, Sasseta di Vernio, San Michele Arcangelo, post 1582
- Resurrezione (copia dal Pontormo), olio su tavola, cm 288×163,5, Bergamo, Pinacoteca Il Conventino, 1582-1591
- Allegoria della Concezione con Dio Padre benedicente, olio su tavola, Fucecchio, San Salvatore, (la tavola), Raccolta di Arte Sacra (la lunetta), 1585-1588
- Adorazione dei pastori, olio su tavola, coll. priv., 1586 circa
- Madonna col Bambino fra i santi Lorenzo, Girolamo, Francesco e Domenico, olio su tavola, San Miniato, collezione Cassa di Risparmio di San Miniato, 1592
- Madonna col Bambino, olio su tavola, cm 58×43, Firenze, coll. priv., 1592-1595
- Assunta tra i santi Girolamo e Francesco, pala d'altare, olio su tavola 265×175, Firenze, Chiesa di S. Francesco Poverino,1593
- Annunciazione, olio su tavola, 134,5×171, Firenze, Chiesa di S. Francesco Poverino, 1588-1596
- Ritratto di Giovan Battista Gambetti, olio su tavola, cm 97,5×72,5, Firenze, Galleria Palatina, 1594
- Madonna col Bambino, angeli, san Giacinto e san Pietro martire, olio su tavola, cm 335×222, Firenze, chiesa di San Felice in Piazza, 1595
- Vergine immacolata che appare a san Giacinto, olio su rame, cm 41,5×30, Houston, Texas, The Haukohl Collection, post 1595
- Intercessione della Vergine, olio su tavola, cm 251×167, Firenze, chiesa di San Remigio, 1595-1596 circa
- Allegoria della Concezione, olio su tavola, cm 300×190, Empoli, Chiesa di Santa Maria a Ripa, 1596
- Annunciazione, Pontedera, Duomo, 1599
- Matrimonio di Caterina de' Medici con Enrico II di Francia, olio su tela, cm 224×234, Firenze, Galleria degli Uffizi, Depositi, 1600
- Susanna al bagno, olio su tela, cm 219×172, Vienna, Kunsthistorisches Museum, 1600
- Ritratto di dama, olio su tela, cm 78×60,5, Londra, coll. priv., 1600 circa
- Ritratto di dama come santa Margherita, olio su tela, cm 75,5×54,5, Empoli, coll. priv., 1600 circa
- Madonna col Bambino, olio su tela, cm 58,5×45,5, Empoli, coll. priv., 1599-1603 circa
- Ultima Cena, olio su tela, cm 127×190, Galluzzo, Chiesa di San Giuseppe Artigiano, in deposito alle Gallerie fiorentine, 1601
- Incredulità di san Tommaso, olio su tavola, cm 186×136, Empoli, Museo della Collegiata di Sant'Andrea, 1602
- San Francesco riceve le stigmate, olio su tela, cm 286×186, Firenze, Chiesa dei Santi Francesco e Chiara, 1602
- Martirio di santa Barbara, olio su tela, cm 299×197, Firenze, Galleria degli Uffizi, 1603
- San Giuseppe, affresco, cm 200×86, Empoli, Collegiata di Sant'Andrea, 1605-1610
- Presentazione al Tempio, olio su tela, cm 240×180, Firenze, coll. priv., 1606
- Assunta tra i santi Giovanni Battista, Diego ed Elisabetta, Cortona, Basilica di Santa Margherita, 1606 ca.
- Espugnazione di Bona, olio su tavola, cm 254x355, Pisa, chiesa dei Cavalieri di Santo Stefano, 1607
- Predica del Battista, olio su tela, cm 286×187, Firenze, chiesa di San Niccolò Oltrarno, 1608-1609
- Annunciazione, olio su tavola, cm 267×180, Firenze, basilica di Santa Trinita, 1609
- Cena in Emmaus, olio su tela, cm 230×158, Pomino, cappella della Villa frescobaldi, 1609
- Santa Margherita d'Antiochia, olio su tela, cm 107,5×82,5, Firenze, coll. priv., 1610-1615
- Traslazione del corpo di Santa Caterina d'Alessandria, olio su tela, 280x174, Pavia, Pinacoteca Malaspina, 1612[2]
- San Carlo Borromeo e la famiglia Rospigliosi, olio su tela, cm 418×277, Pistoia, chiesa di San Domenico, 1613
- Martirio di San Vincenzo di Saragozza, olio su tela, Palermo, Chiesa di San Giorgio dei Genovesi, 1614
- Onestà di Sant'Eligio, olio su tela, cm 300,5×190, Firenze, Galleria degli Uffizi, 1614
- Ebbrezza di Noè, olio su tela, cm 207×174, Firenze, Galleria Palatina, 1615-1620
- Sant'Ivo protettore delle vedove e degli orfani, olio su tavola, cm 291×215, Firenze, Galleria Palatina, 1616
- Madonna col Bambino in gloria e i santi Giovanni Battista, Antonio abate e Carlo Borromeo, olio su tela, cm 327×233, Cortona, chiesa di Sant'Agostino, 1618
- Apparizione della Vergine a san Francesco, Livorno, Duomo, 1619-1623 ca.
- Ebbrezza di Noè, olio su rame, cm 31×24, Firenze, Galleria degli Uffizi, 1620-1625
- Sacrificio di Isacco, olio su rame, cm 32×25, Firenze, Galleria degli Uffizi, 1620-1625
- Dispensa con testa di porco, tacchino e lepre, olio su tela, cm 129×151, Firenze, Galleria degli Uffizi, 1621
- Dispensa con trancio di cinghiale, pasticcio e anatra, olio su tela, cm 119×152, Firenze, Galleria degli Uffizi, 1624
- Giudizio di Mida nella contesa tra Apollo e Pan, olio su tela, cm 180×200, Pistoia, Museo Civico, 1624
- Dispensa con cipolle, fichi, insalata, olio su tela, cm 77×116, Marano di Castenaso, Collezione Molinari Pradelli, 1625
- Dispensa con pesce, uova, asparagi, olio su tela, cm 77×116, Marano di Castenaso, Collezione Molinari Pradelli, 1625 ca.
- Madonna col Bambino, angeli e i santi Nicola di Bari, Giuliana Falconieri, Giovanni Battista e Andrea, olio su tavola, cm 325,5×210,5, Firenze, Basilica della Santissima Annunziata, cappella Del Palagio, 1628

### Disegni
- Madonna col Bambino, matita nera su carta tinta verdina quadrettata a matita nera, mm 154×134, Firenze, Gabinetto Disegni e Stampe degli Uffizi, n. 3459 F, 1570-1575
- Madonna col Bambino, matita rossa su carta bianca, mm 203×157, Firenze, Gabinetto Disegni e Stampe degli Uffizi, n. 3418 F, 1575-1580
- Madonna col Bambino e san Giovannino, matita nera e biacca su carta tinta verde-azzurra, quadrettata a matita rossa, mm 261×212, Firenze, Gabinetto Disegni e Stampe degli Uffizi, n. 9394 F, 1580-1585